# Navalcarnero
Navalcarnero és un municipi de la Comunitat Autònoma de Madrid. Limita al nord amb Sevilla la Nueva i Villaviciosa de Odón, al sud con El Álamo, i amb la província de Toledo, a l'est amb Móstoles, Moraleja de Enmedio, Arroyomolinos i Batres; i a l'oest amb Villamanta.